# Ove Olsson
Ove Olsson, född 15 januari 1948, är en svensk före detta fotbollsmålvakt.
Olsson fostrades i Gais och debuterade i klubbens A-lag i en 1–1-match mot IFK Göteborg i triangelserien i april 1966. Han var sedan reserv bakom givne veteranmålvakten Leif Andersson, och spelade sin första och enda allsvenska match för Gais i ännu ett derby mot IFK Göteborg i september 1967 (1–4). 1969 flyttade han till IS Halmia, där han blev kvar i många år. Han var med och spelade i allsvenskan för klubben 1979.